# Lindinis

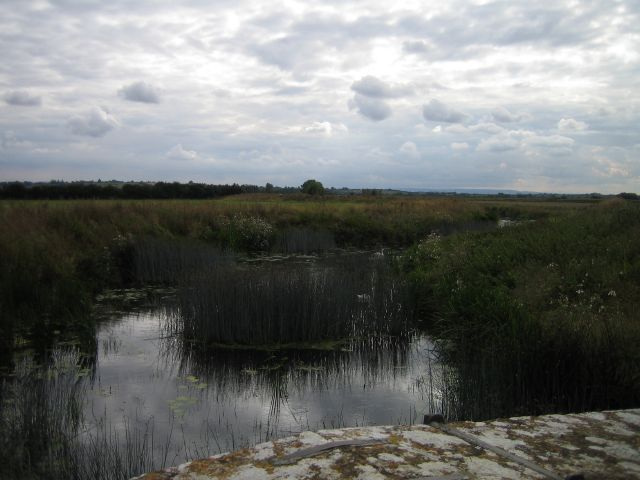
La rivière Yeo près d'Ilchester

Lindinis était une petite ville dans la province romaine de Britannia. Cette ville existe à l'époque moderne sous le nom d'Ilchester, dans le Somerset, en Angleterre. 

## Histoire

### Un site occupé à l'Âge du fer
Il existait deux castros à l'époque de l'âge du fer dans la région de Lindinis, Ham Hil et Cadbury Castle, ainsi qu'un petit village au sud de la future ville romaine. Le nom de la ville en langue brittonique signifie lac marécageux. La ville croit autour du fort situé le long de la Fosse Way au croisement avec la rivière Yeo.
Il semble que Lindinis ait été une des deux capitales des Durotriges.

### L'occupation romaine
Un fort romain est construit aux alentours de l'an 60, et un second fort semble avoir été construit plus tard. Les forts sont au début entourés par des maisons rondes indigènes, mais ces maisons sont ensuite remplacées par un vicus d'environ 120 000 m2. 
Après la retraite de l'armée romaine à la fin du Ier siècle, les rues du village sont organisées. Il y a des preuves de fabrication de fer, de verre, de poterie, de travail de l'os dans la ville. À la fin du IIe siècle, la ville est entourée d'un fossé, de remparts et de passerelles en pierre. Des remparts en pierre sont érigées au milieu du IVe siècle. Il semble qu'à cette époque la ville soit constituée en majorité de luxieuses villas privées appartenant à des propritétaires assez riches pour installer des sols de mosaïques. Plus de trente mosaïques ont été découvertes ce qui laisse penser qu'une école de mosaïque de Corinium Dobunnorum avait un atelier à Lindinis.

### Après le départ des Romains
Des découvertes de poteries du Ve siècle laissent penser que Lindinis était encore occupée par des Britto-romains à cette époque.

## Sources
- (en) Cet article est partiellement ou en totalité issu de l’article de Wikipédia en anglais intitulé « Lindinis » (voir la liste des auteurs).